# Gemeinde Zavrč

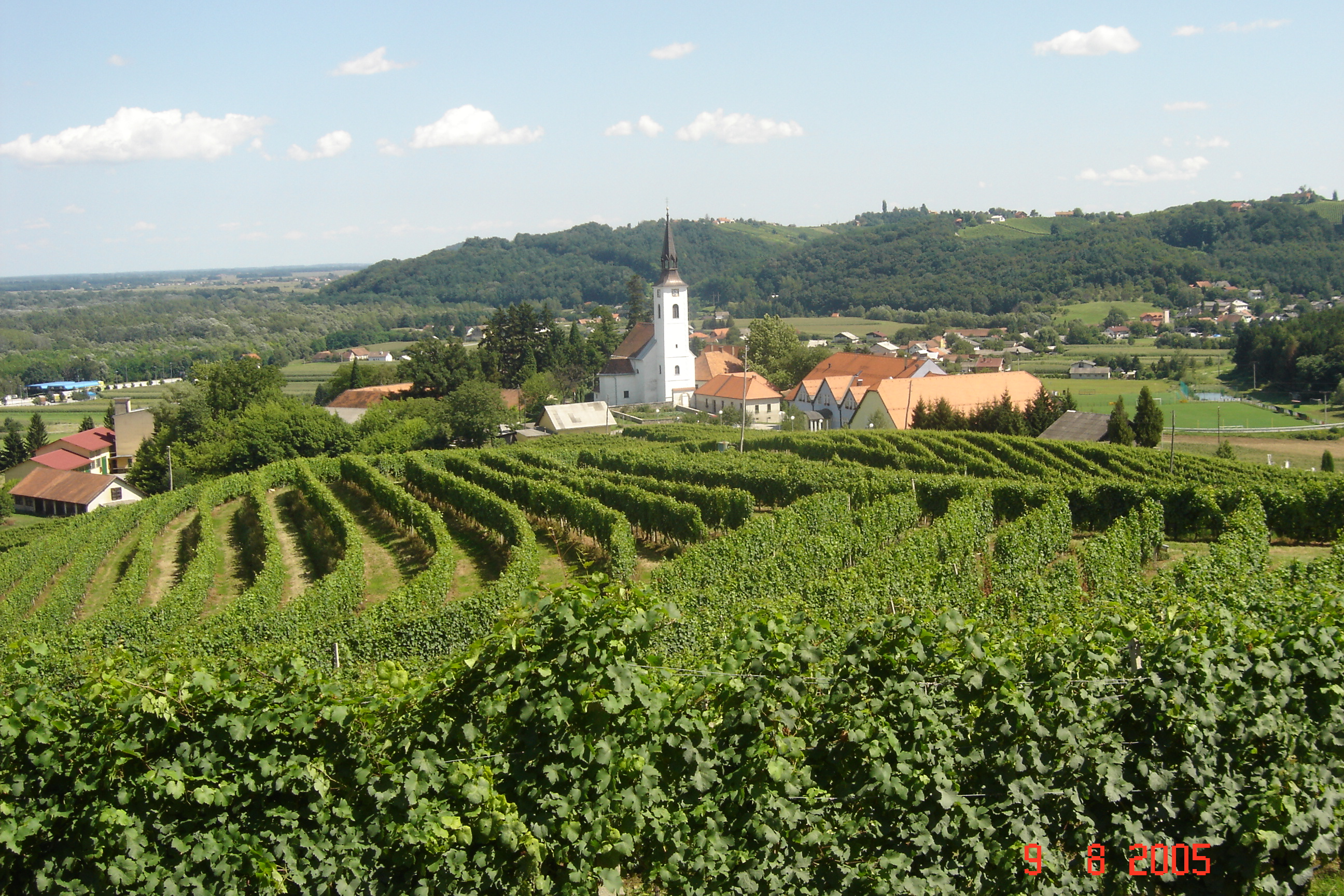
Zavrč

Zavrč (deutsch: Sauritsch) ist der Name einer Gemeinde und der namensgebenden Ortschaft im Nordosten Sloweniens. Sie liegt in der historischen Landschaft Spodnja Štajerska (Untersteiermark) und in der statistischen Region Podravska.
Sehenswert ist das Schloss aus dem 17. Jahrhundert.

## Lage
Zavrč liegt im östlichen Teil Sloweniens am rechten Ufer der Drau (Drava) direkt an der Grenze zu Kroatien. Die Gemeinde ist Teil des bekannten Weinanbaugebiets Haloze (Kollos). Die nächsten größeren Ortschaften sind die Kleinstadt Ormož etwa 8 km östlich und die Stadt Ptuj ca. 14 km westlich.

## Oerschaften
Die Gemeinde umfasst neun Ortschaften. Die deutschen Exonyme in den Klammern wurden bis zum Abtreten des Gebietes an das Königreich der Serben, Kroaten und Slowenen im Jahr 1918 vorwiegend von der deutschsprachigen Bevölkerung verwendet. 
- Belski Vrh (Welschaberg)
- Drenovec (Drenovetz)
- Gorenjski Vrh (Gorenzenberg)
- Goričak (Goritschak)
- Hrastovec (Hrastovetz)
- Korenjak
- Pestike (Pestiken)
- Turški Vrh (Türkenberg)
- Zavrč (Sauritsch)

### Nachbargemeinden
| Cirkulane | Gorišnica                                   | Cestica (HR) |
| Cirkulane | Kompassrose, die auf Nachbargemeinden zeigt | Cestica (HR) |
| Cirkulane | Donja Voća (HR)                             | Cestica (HR) |

## Geschichte
Die deutsche und die slowenische Ortsbezeichnung (dt. Sauritsch / slow. Zavrč) leiten sich vom Namen der Familie Sauer ab, die die Burg Ankenstein (Borl) im 17. Jahrhundert (1639) käuflich von der gräflichen Familie „Thurn-Valsassina“ erwarb. Der deutsche Ortsname (im 17. Jh. noch Saueritsch) war in der deutschsprachigen Bevölkerung der Untersteiermark noch bis ins 20. Jahrhundert gebräuchlich. Der slowenischsprachige Teil verwendete hingegen das aus dem Namen „Sauer“ abgeleitete Exonym „Zavrč“ als Ortsbezeichnung. Nach der historischen Darstellung „Pettau. Steiermarks Aelteste Stadt und ihre Umgebung“ (1858) des Ferdinand Raisp, der Beamter im Schloss Ober-Pettau und Mitglied des Historischen Vereins in Steiermark war, war Sauritsch ein Amt der Herrschaft Ankenstein (Borl) an der äußersten Grenze der Steiermark zu Kroatien, „allwo einer der vorzüglichsten Weine des Landes sehr ergiebig gedeiht“.
Zudem ist Sauritsch im 19. Jahrhundert als Zentrum eines kleineren Dekanats bezeugt, zu dem die Pfarrgemeinden St. Nikolaus in Sauritsch selbst, St. Barbara bei Ankenstein, St. Andrä in Leskovetz, die Heilige Dreifaltigkeit in Lichtenegg und St. Veit bei Pettau (Ptuj) gehörten. Die Pfarrgemeinde St. Nikolaus zählte damals (1860) 1871 Mitglieder.

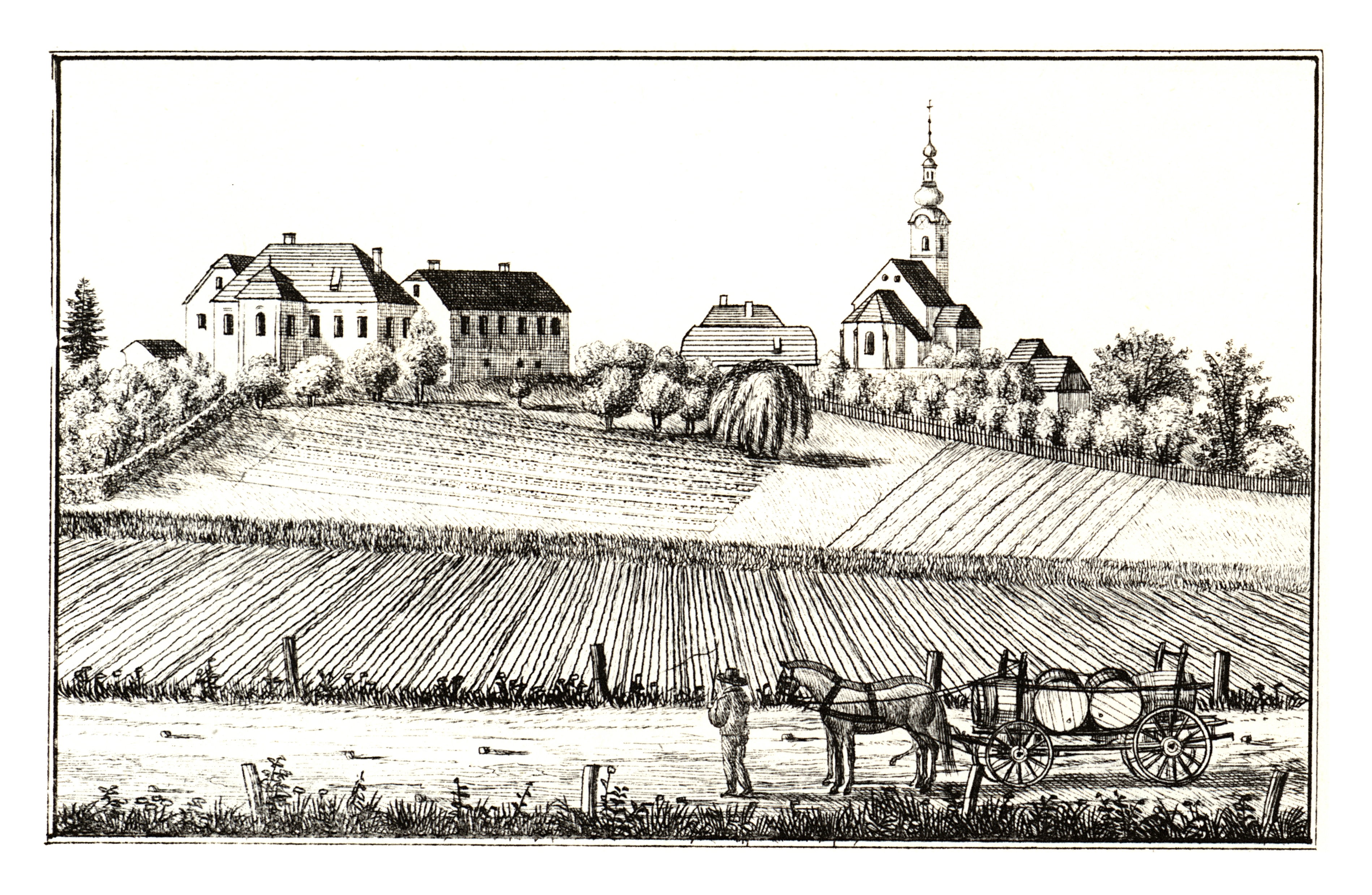
Litografische Ansicht von Schloss Sauritsch / Zavrč (J. F. Kaiser / 1830)

Als früheste Besitzer des Amtes Sauritsch kannte Raisp die Freiherren von Zäckel (um 1626). Danach erfolgte die Übertragung des Amtes Sauritsch an Alois Quillandro, der ein Bürger der Stadt Pettau (Ptuj) war und „es mit dem Amt Goritschagg (Goričak) vereinte“. Franz Alois Quillandro erbaute dann 1717 „auf einem sanften Ausläufer des üppigen Weingebirges“, unmittelbar an der Grenze zu Kroatien, das Schlössel, das bis heute den historischen Kern von Zavrč prägt und auch im Zentrum des Gemeindewappens abgebildet ist.
1739 gelangten Amt und Schloss zunächst in den Besitz des Josef Anton von Klies, 1781 in den Besitz von dessen Tochter, Cäcillia von Lendenfeld, und 1792 schließlich in den Besitz der Familie Ulm, deren Familiengrablege bis heute auf dem neben dem Schlössel gelegenen Friedhof erhalten sind. Thomas Ulm, der das Schlössel 1792 erworben hatte, starb bereits 1802 und wurde in der damals angelegten Familiengrablege auf dem Friedhof von Zavrč beigesetzt. Seine Witwe, Thekla Ulm, ließ das Schlössel 1817 erweitern und übereignete es dann 1823 ihrem Sohn, Anton Ulm. 1855 erbte es dessen gleichnamiger Sohn, der es dann schließlich an seinen Sohn, Max Ulm, weiter vererbte. Jener Max Ulm (I.) ist 1913 im sog. „High-life-almanach“ (Band 9) als „Herr auf Sauritsch u . Goritschak“ sowie als Inhaber einer „Eigenjagd in Sauritsch - Hrastowetz“ bezeugt. Zwischen 1944 und 1945 fand der von der deutschen Armee enteignete polnische Graf Ralph Smorcezewski bei der Familie Ulm auf dem Schloss in Zavrč Zuflucht. Wie er in seinen lebendigen biographischen Aufzeichnungen schildert, verstarb Max Ulm (I.) „in den frühen 30ern“ und vererbte die Herrschaft Sauritsch an seinen gleichnamigen Sohn, Max Ulm (II.). Max Ulm (II.) wurde dann auch Bürgermeister von Zavrč und kollaborierte mit den deutschen Besatzungstruppen. Wie Smorcezewski berichtet, flüchtete die Familie Ulm am 4. April 1945 vor den Truppen Titos aus Zavrč. Alleine Max Ulm, „der im letzten Moment fliehen wollte“ (Smorcezewski), verblieb weiterhin in Zavrč. Während man heute in Zavrč davon ausgeht, dass Max Ulm (II.) von Titos Partisanen erschossen wurde, berichtet Smorcezewski, dass ihm die Flucht nach England gelang, wo er in den 1950er Jahren als Butler tätig war, während seine Frau, Grete Ulm, als Köchin arbeitete.

### Wirtschaftliche Bedeutung

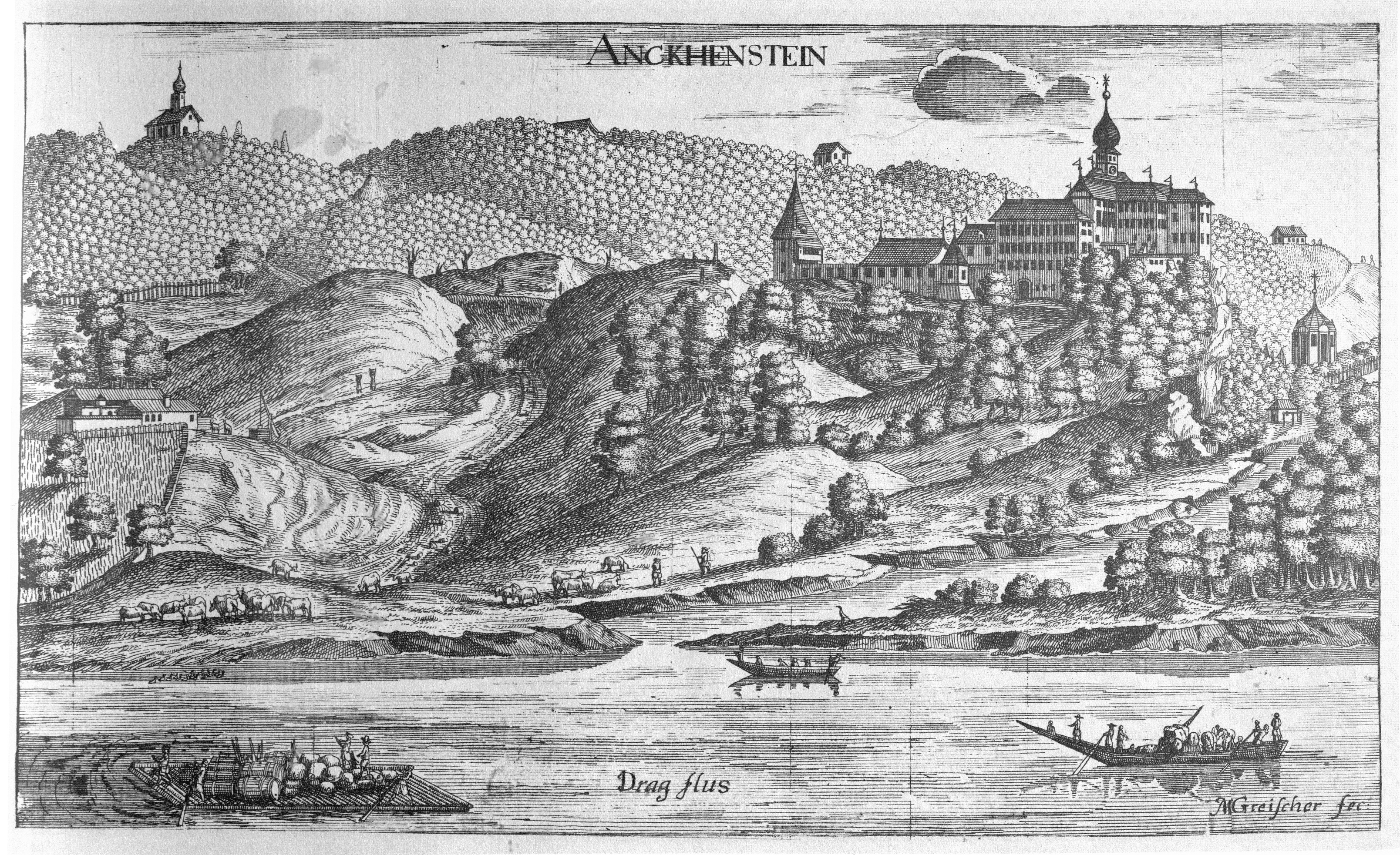
Darstellung des Schlosses Ankenstein (Borl) mit Plätten- und Floßfahrt auf der Drau. Am Fuß der Weinberge ist eine Ochsenherde zu sehen, die am Drauufer getränkt wird.

Zavrč entwickelte sich an einem wichtigen Flussübergang im Schutz der Burg Anchenstein (Borl), der einen Verkehrsknotenpunkt vor der Grenze Kroatiens bildete. Die große Straße, die den Fluss bei Ankenstein überquerte, war eine Hauptverkehrsachse zwischen Ungarn, Kroatien und Italien (Venedig). Über sie wurden seit dem 15. Jahrhundert unter anderem Ochsen von Ungarn über Pettau (Ptuj) und Laibach (Ljubljana) nach Venedig getrieben (Laibacher Straße), die am Flussübergang getränkt werden konnten.
Der Deutsche Name "Ankenstein" leitet sich wohl vom Wort "Anker" ab, wie dies bereits Simon Povoden im Jahr 1883 feststellte: »Ohne Zweifel kommt der Nahme von der Drauüberfahrt, von jenem Anker her, welchen schon die ersten Besitzer in ihrem Wappen zu führen pflegten: Und so mag die ursprüngliche Felsenburg "Der Anker am Stein" geheissen haben"«. Noch heute prägen das Drauufer und der Flussübergang mit Brücke, im Schutz der eindrucksvollen Burg auf einem hohen Felsen, das Erscheinungsbild der Landschaft. Auch der slowenische und ungarische Name leiten sich von der Funktion des Ortes ab: »Ankenstein, in windischer Sprache, heißet Borlen, dieses Wort aber zu deutsch so viel als Ueberfurth, und weil daselbst eine Ueberfurth über die Drau ist, hat dieser Ort den Namen erhalten«.Auch die gotische Kirche St. Nikolaus aus dem 15. Jahrhundert, die auf einem Ausläufer des Weingebirges von der Drau aus zu sehen ist, zeugt noch immer von der Bedeutung der Flussfahrt für die Entstehung des Ortes. Der heilige Nikolaus war der wichtigste Patron der Floß- und Plättenfahrer, die auf der Drau noch im 19. Jahrhundert rege verkehrten. Einer Legende nach soll die Kirche nach einem überlebten Unfall von dankbaren Schiffsleuten errichtet worden sein.
In seiner Darstellung „Ein Treues Bild des Herzogthumes Steiermark“ erwähnte der Professor und kaiserliche Rat Hlubek, dass Sauritsch, neben Marburg (Maribor), Zwettendorf und Pettau (Ptuj) zu den wichtigsten Landungsplätzen an der Drau gehörte, die in jener Zeit noch intensiv von Plätten und Flößen befahren wurde. Pro Jahr hätten Sauritsch damals durchschnittlich etwa 700 Plätten und 1200 bis 1500 Flöße passiert, die Stahl, Blei, Bleiweiß, Schrott, Blech, italienischen Produkten, Holz, Weinfässer, Kalk und andere Fabrikate flussabwärts nach Osten transportierten.
Als größte wirtschaftliche Einnahmequelle zwischen Früher Neuzeit und Neuzeit war in Zavrč zweifellos der Weinbau. Als Herren von Sauritsch (Zavrč) unterhielt die Familie Ulm ein großes Weingut. Die Anbauflächen sind heute nur noch in Teilen bepflanzt, vermitteln aber immer noch ein erkennbares Bild vom ehemaligen Umfang des Weinguts. Der Wein wurde in einem, bis heute erhaltenen Weinkeller an der Straße zwischen Zavrč und Borl gelagert.
Darüber hinaus flossen den Ulm die Einnahmen aus der „Ueberfuhrmauth“ einer ehemals vorhandenen Fährverbindung über die Drau zu.

### Historische Infrastruktur
Durch die Lage an der kroatischen Grenze, durch unmittelbare Nähe zum Flusse Drau, der bis zur Durchsetzung des Straßen- und Schienenverkehrs eine Hauptverkehrsachse im vormodernen Europa war und durch die Lage an der Straße zwischen Maribor/Marburg und Varaždin war Zavrč noch bis ins 20. Jahrhundert ein Verkehrsknotenpunkt. Zavrč/Sauritsch, das heute zu den kleinsten Gemeinden in Slowenien gehört, besaß ehemals eine bedeutende Infrastruktur, die heute weitgehend in Vergessenheit geraten ist. Dazu gehörte eine eigene Poststation, die die Herrschaft an der Drau mit dem habsburgischen Postsystem verband. Raffelsbergers geographisch-statisches Lexikon aller österreichischen Länder von 1848 bezeugt zudem die Existenz eines „Kommerzialgrenzzollamts“, einer „Trivialschule“ mit damals 68 Schülern und ein „Armen-Institut mit 14 Pfründen“.

#### Poststation
Die Poststation in Zavrč/Sauritsch war eine Station in der Kette von Poststationen zwischen Maribor/Marburg und Varaždin, das von 1756 bis 1776 die Hauptstadt Kroatiens gewesen war. Erst mit einer Anordnung vom Mai 1852 wurde die Hauptroute über Ormož/Friedau geführt. In Zavrč/Sauritsch verblieb jedoch eine Post-Expedition, die fortan "mit der Besorgung der Brief- und Fahrsendungen befaßt" sein sollte und "durch viermalige Botengänge mit dem Postamte in Pettau" (Ptuj) verbunden war". Nach der Einnahme von Zavrč/Sauritsch durch Tito scheint in der Gemeinde das Bewusstsein für ihre ehemalige Bedeutung als Post- und Verkehrsknotenpunkt verloren gegangen zu sein. Die altehrwürdige Poststation befindet sich heute im Privatbesitz, ist derzeit unbewohnt und baulich vom Verfall bedroht.

## Sport
Dem Fußballverein NK Zavrč gelang 2013 der Aufstieg in die erste slowenische Liga.